# Ернст Казимир (Насау-Диц)
Вижте пояснителната страница за други личности с името Ернст Казимир.
Ернст Казимир фон Насау-Диц (на нидерландски: Ernst Casimir van Nassau-Dietz; на немски: Ernst Casimir von Nassau-Diez; * 22 декември 1573, Диленбург; † 2 юни 1632, Рурмонд) е от 1606 до 1632 г. граф на Насау-Диц, щатхалтер на Фризия (1620 – 1632) и на Гронинген и Дренте (1625 – 1632).

## Произход и управление
Той е петият син на граф Йохан VI фон Насау-Диленбург (1536 – 1606) и първата му съпруга ландграфиня Елизабет фон Лойхтенберг (1537 – 1579), дъщеря на ландграф Георг фон Лойхтенбергг и Барбара фон Бранденбург-Ансбах-Кулмбах.
След смъртта на най-големия му брат Вилхелм Лудвиг през 1620 г. на 60 години, той поема неговата служба като щатхалтер на Фризия. След пет години той получава и управлението на Гронинген и Дренте, запазва тази служба до смъртта си през 1632 г.

## Фамилия
Ернст Казимир се жени на 8 юни 1607 г. за херцогиня София Хедвиг фон Брауншвайг-Волфенбютел (1592 – 1642), дъщеря на Хайнрих Юлий (1564 – 1613), княз на Брауншвайг-Волфенбютел от род Велфи. Те имат няколко деца, но само двама порастват:
- Хайнрих Казимир I (1612 – 1640), от 1632 г. граф на Насау-Диленбург, щатхалтер на Фризия, Гронинген и Дренте, убит в битката при Хулст
- Вилхелм Фридрих (1613 – 1664), от 1640 щатхалтер на Фризия, Гронинген и Дренте, от 1652 г. княз на Насау-Диц.